# 2014年南納帕地震
2014年南納帕地震（2014 South Napa earthquake）是2014年8月24日上午3:20分（PDT）發生在美利堅峽谷附近的地震，地震強度矩震級6.0，震央在美利堅峽谷西北約3.7英里（6.0），靠近西納帕斷層。
這次地震是1989年洛馬普列塔地震以來襲擊舊金山灣區最嚴重的地震。這次地震除了對納帕郡南部造成重大災情和火警外，在鄰近索拉諾郡的瓦列霍市亦傳出災害。約200人在地震中受傷
，約69,000戶停電。一具實驗中的地震警告系統在地震前對地震學家發出警訊。

## 地震
這次地震主震強度為矩震級6.0，地震深度10.7公里。美國地質調查局估計約15,000人感受到劇烈搖晃，106,000人感受到非常強的搖晃，176,000人感受到強的搖晃，738,000感受到中等程度的搖晃。地震持續時間依地點不同約10到20秒，且至少有五次規模2.6到3.6的餘震，是1989年矩震級6.9的洛馬普列塔地震以來灣區最大的地震。
因地震造成的嚴重災和可能的餘震，州長傑瑞·布朗在地震後宣佈該州進入緊急狀態。

### 人員受傷
約200名傷者在山谷皇后醫學中心，13名傷者需留院觀察，大部份受到建築物掉落殘骸造成的擦傷和撕裂傷；至少6人傷勢嚴重。

### 財物損害

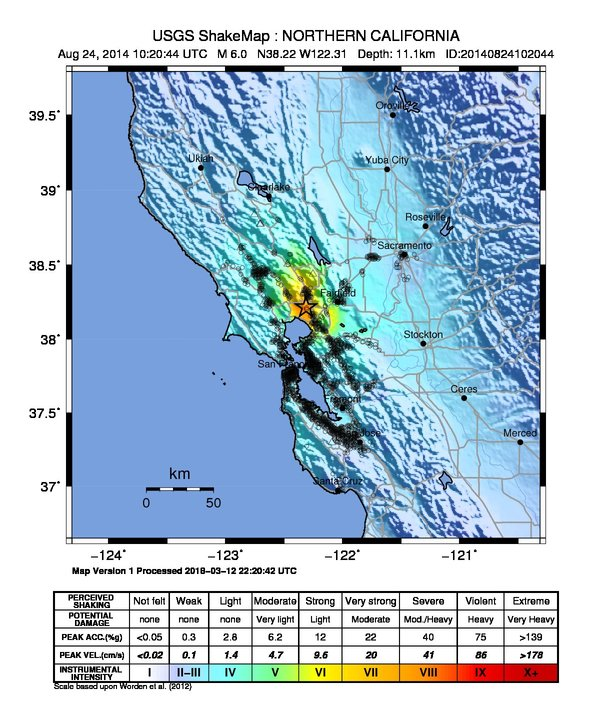
2014年南納帕也地震的搖晃程度圖

此次地震造成納帕市中心部份建築受到嚴重損害。公用事業方面，至少69,000人沒電可用（包括在納帕市的27,000人），至少30處水管破裂，與至少100件瓦斯漏氣與電線墜落。這次地震亦造成6起嚴重火警。

### 地震預警
一具由柏克萊地震實驗室（Berkeley Seismological Laboratory）研發的地震預警系統在地震發生前10秒發出警訊。這類預警系統將可讓人在地震前尋找掩蔽以避免掉落物品造成的傷害。